# Arriaga (municipalité)
Pour les articles homonymes, voir Arriaga.
Arriaga est une ville et une municipalité du Chiapas dans le Sud du Mexique.
Elle est située à proximité de l'Océan Pacifique.
En 2010 la population était de 40 042 habitants.